# Петравичи (Кормянский район)
Петравичи (бел. Пятравічы) — деревня в Староградском сельсовете Кормянского района Гомельской области Белоруссии.

## География

### Расположение
В 18 км на запад от Кормы, в 37 км от железнодорожной станции Рогачёв (на линии Могилёв — Жлобин), в 93 км от Гомеля.

### Гидрография
На реке Добрица (приток реки Добрич-притока реки Сож).

## Транспортная сеть
Рядом автодорога Корма — Ямное. Планировка состоит из прямолинейной улицы, ориентированной с юго-запада на северо-восток, к которой с западной стороны присоединяются 3 короткие улицы. Застройка двусторонняя, неплотная, преимущественно деревянная усадебного типа.

## История
Согласно картам Речи Посполитной в 1740 году называется «Петровичи». Согласно Российским письменным источникам известна как село «Петравичи» с начала XIX века как деревня в Довской волости Рогачёвского уезда Могилёвской губернии.
В 1829 году хозяин одноимённого поместья Страковский владел здесь 288 десятинами земли, которые достались ему по наследству. В 1836—1837 годах помещик, отставной подполковник Давид Давидов Гейшер, в 1837 году — помещик отставной майор Феодор Цейхлер. В 1854 году — помещик Иустин Сухоцкий. В 1856 году помещик владел в деревне 326 десятинами земли, трактиром и мельницей. В 1880-е годы открыт хлебозапасный магазин.
Согласно переписи 1897 года действовали кирпичная церковь, 2 хлебозапасных магазина, ветряная мельница, рядом находился одноимённый фольварк. В 1908 году деревня принадлежала Задубскому сельскому обществу и относилась к Хизовскому православному приходу. В 1908 году в деревне 958 десятин земли, в фольварке 327 десятин земли.
В 1909 году открыта школа, которая разместилась в наёмном крестьянском доме, а в начале 1920-х годов для неё было выделено национализированное здание. Действовали ссудо-сберегательная касса, отделение почтовой связи, преобразованное в 1911 году в почтово-телеграфное.
В 1930 году организован колхоз «Красный маяк», работали 2 мельницы и кузница. В 1939 году к деревне присоединён посёлок Мышаковка. Согласно переписи 1959 года в составе совхоза «Староградский» (центр — деревня Староград).

## Население
- 1858 год — 19 дворов, 177 жителей.
- 1897 год — 105 дворов, 581 житель (согласно переписи).
- 1908 год — 111 дворов, 822 жителя; в фольварке 3 двора, 10 жителей.
- 1959 год — 591 житель (согласно переписи).
- 2004 год — 77 хозяйств, 177 жителей.